# 忍者蛇蛇丸君 櫻花公主與火龍的祕密
《忍者蛇蛇丸君 櫻花公主與火龍的祕密》（日语：忍者じゃじゃ丸くん さくら姫と火竜のひみつ）是日本遊戲廠商HAMSTER所開發，於2013年6月20日在任天堂3DS上發售的動作遊戲。

## 外部連結
- （日語）《忍者蛇蛇丸君 櫻花公主與火龍的祕密》官方網站 （页面存档备份，存于）